# Graciano
Graciano – odmiana winorośli właściwej o ciemnej skórce, znana przede wszystkim jako składnik klasycznego kupażu win Rioja, a także w winach z Nawarry.

## Charakterystyka
Liczne hipotezy co do odmian rodzicielskich graciano okazywały się przy bliższych badaniach nietrafne, a wyniki wstępnych badań były odrzucane przy bardziej szczegółowych. Dopatrywano się niesłusznie m.in. identyczności z odmianą monastrell, znaną w południowej Francji jako mourvèdre. Potwierdzono, że genetycznie odmiany bovale sardo (z Sardynii) i portugalska tinta miúda są identyczne z graciano. Bovale sardo prawdopodobnie trafiło na wyspę, gdy należała do Hiszpanów.
Odmiana dojrzewa późno. Choć jest dostosowana do suchego klimatu, to najlepiej rośnie w chłodniejszych miejscach. Plenność jest stosunkowo niewielka, a uprawa jest trudna. Owoce są nietypowe: mają cienką, ale twardą, ciemną skórkę. Niskie plony odstraszają francuskich winogrodników. Najlepsze owoce osiąga się przy suchym lecie i długim okresie dojrzewania.

## Wina
Graciano jest dodatkiem do budowanych na odmianie tempranillo winach rioja. Epidemia filoksery znacząco zmniejszyła obszar winnic. Typowa czerwona rioja w swoim cuvée jest ubogacana poprzez 7,5% udział graciano – dodaje owocowości, wzbogaca bukiet i nuty smakowe. Podkreśla się wysoki potencjał odmiany jako materiał do win jednoodmianowych. Przy takiej winifikacji daje pełne wino o intensywnym kolorze, delikatnym bukiecie i o dobrym potencjalne starzenia. Czyste graciano cechuje się wysoką kwasowością i zawartością garbników.
Australijskie graciano z 1974 (Brown Brothers z King Valley) podczas konkursu w 2004 śmiało konkurowało mimo wieku z autentycznymi riojami.

## Rozpowszechnienie
Graciano jest popularną odmianą w prowincjach La Rioja i Nawarra. Uprawy w dolinie Ebro liczą kilka tysięcy ha. Kilka apelacji regionalnych na południu dopuszcza odmianę: Jerez oraz jako Vino de la tierra de Cádiz i Vino de la tierra de Córdoba. W całej Hiszpanii w 2008 zarejestrowano 1478 winnic obsadzonych graciano. Uprawy we Francji niemal zanikły.
Na Sardynii odmiana jest ciągle popularna jako bovale sardo i doczekała się klonów (np. pod nazwą cagnulari).
W Portugalii jest znana pod nazwą tinta miúda. Obszar upraw obejmował w 2010 roku 461 ha i obejmował okolice Lizbony, na północ od stolicy oraz w Alentejo.
W Langwedocji używa się nazwy morraste, przy czym tzw. morrastel w południowej Australii to mataro.
Klasyczne graciano zyskało niemniej sporą popularność w Australii, tym bardziej, gdy okazało się, że xeres sprowadzony z Kalifornii do Australii to graciano.
Uprawiane także w Ameryce Północnej: poza Kalifornią w Virginii (Chrysalis Vineyards). W Argentynie w 2007 uprawiano ledwie 37 ha.
Również w Australii znajdują się nasadzenia graciano, w tym słynna winnica Brown Brothers.

## Synonimy
Badania DNA udowodniły identyczność z bovale sardo, muristellu, tinta miúda i tintilla de rota. Wiele synonimów zostało tą drogą odrzuconych (bobal, mazuelo, monastrell, negrette, parraleta, pascale).